# Урт (департамент)
Департамент Урт (фр. Département de l'Ourthe) — административная единица Первой французской империи, располагавшаяся на землях современной бельгийской провинции Льеж. Департамент назван по реке Урт.
Департамент был создан 1 октября 1795 года, после того как Австрийские Нидерланды были оккупированы французскими войсками. В него вошли части земель бывших княжества-епископства Льежского, сеньории Ставло-Мальмеди, герцогства Лимбург, герцогства Люксембург, герцогства Брабант и графства Намюр.
После разгрома Наполеона эти земли вошла в состав Объединённого королевства Нидерландов, а крайняя восточная часть была отдана Пруссии и вошла в состав её Рейнской провинции (часть переданных земель была возвращена Бельгии после Первой мировой войны).